# Bulbophyllum sphaeracron
Bulbophyllum sphaeracron är en orkidéart som beskrevs av Rudolf Schlechter. Bulbophyllum sphaeracron ingår i släktet Bulbophyllum och familjen orkidéer. Inga underarter finns listade i Catalogue of Life.